# Eredivisie 1987-88
L'Eredivisie 1987-88 va ser l'edició número 32 de l'Eredivisie, la primera divisió neerlandesa de futbol. El campionat va començar el 12 d'agost de 1987 i va acabar el 8 de maig de 1988, el PSV Eindhoven esdevé campió per tercera vegada consecutiva i fa la millor temporada de la seva història, guanyant un triplet en assolir també la Copa d'Europa i la Copa KNVB.

## Classificació
La classificació final del campionat.

## Golejadors
| Pos | Jugador       | Club         | Gols |
| --- | ------------- | ------------ | ---- |
| 1   | Wim Kieft     | PSV          | 29   |
| 2   | John Bosman   | Ajax         | 25   |
| 3   | Ronald Koeman | PSV          | 21   |
| 4   | Remco Boere   | ADO Den Haag | 18   |
| 5   | Piet Keur     | Twente       | 17   |
| 6   | Hans Gillhaus | PSV          | 15   |

## Playoffs de classificació per a Copa de la UEFA
Aquest campionat, és disputat els play-offs que defineixen una vacant a la Copa de la UEFA 1988-1989.